# Annonce du diagnostic
L'annonce du diagnostic est une partie de la conversation entre le patient et le médecin au cours de laquelle ce dernier annonce son diagnostic. Elle se situe donc après que le médecin ait établi son diagnostic, et avant une éventuelle prise en charge thérapeutique.

## Déontologie
« Toute personne a le droit d’être informée sur son état de santé. Cette information porte sur les différentes investigations, traitements ou actions de prévention qui sont proposés, leur utilité, leur urgence éventuelle, leurs conséquences, les risques fréquents ou graves normalement prévisibles qu’ils comportent ainsi que sur les autres solutions possibles et sur les conséquences prévisibles en cas de refus. Lorsque, postérieurement à l’exécution des investigations, traitements ou actions de prévention, des risques nouveaux sont identifiés, la personne concernée doit en être informée, sauf en cas d’impossibilité de la retrouver.
Cette information incombe à tout professionnel de santé dans le cadre de ses compétences et dans le respect des règles professionnelles qui lui sont applicables. Seules l’urgence ou l’impossibilité d’informer peuvent l’en dispenser.
Cette information est délivrée au cours d’un entretien individuel.
La volonté d’une personne d’être tenue dans l’ignorance d’un diagnostic ou d’un pronostic doit être respectée, sauf lorsque des tiers sont exposés à un risque de transmission.
Les droits des mineurs ou des majeurs sous tutelle mentionnés au présent article sont exercés, selon les cas, par les titulaires de l’autorité parentale ou par le tuteur. Ceux-ci reçoivent l’information prévue par le présent article, sous réserve des dispositions de l’article L.1111-5. Les intéressés ont le droit de recevoir eux-mêmes une information et de participer à la prise de décision les concernant, d’une manière adaptée soit à leur degré de maturité s’agissant des mineurs, soit à leurs facultés de discernement s’agissant des majeurs sous tutelle.
Des recommandations de bonnes pratiques sur la délivrance de l’information sont établies par l’Agence nationale d’accréditation et d’évaluation en santé et homologuées par arrêté du ministre chargé de la santé.
En cas de litige, il appartient au professionnel ou à l’établissement de santé d’apporter la preuve que l’information a été délivrée à l’intéressé dans les conditions prévues au présent article. Cette preuve peut être apportée par tout moyen. »
Un patient peut être tenu dans l'ignorance du diagnostic s'il le souhaite.
« Le médecin souhaite informer complètement son patient. Mais, dans certains cas, le médecin peut juger que la révélation d’un diagnostic aurait un effet dévastateur ou que celle d’un pronostic très grave serait dangereuse et malfaisante. Le médecin ne doit pas semer le désespoir. Non seulement les médecins, mais aussi les familles des malades, ont compris ce principe. Cependant l’évolution des mentalités et un meilleur abord psychologique des malades ont beaucoup restreint aujourd’hui le champ du « silence charitable ». Il ne se résout alors à cacher la vérité, de préférence temporairement, que pour des raisons tenant au malade – et non, par exemple à cause de la demande d’un proche – qu’il pèse en conscience. Dans cette appréciation entrent en ligne de compte le degré de certitude du médecin, la personnalité du malade, le risque de détresse ou de désespoir. »

## Rôle de la personne de confiance et des aidants
La consultation d'annonce peut se faire en accord avec le patient et le médecin en présence de la personne de confiance, de la famille, de l'aidant principal.